# Mesoleius picticoxa
Mesoleius picticoxa là một loài tò vò trong họ Ichneumonidae.